# Aeroporto di Spalato-Castelli
L'aeroporto di Spalato-Castelli (IATA: SPU, ICAO: LDSP) (in croato: Zračna luka Split-Kaštela) è un aeroporto della Croazia, situato presso la cittadina di Castelli, 19 km a nord-ovest di Spalato. È uno dei principali aeroporti in Croazia, insieme a quelli di Zagabria e Ragusa. L'aeroporto è stato il più trafficato della Croazia nel 2021 con 1,57 milioni di passeggeri, superando per la prima volta l'aeroporto di Zagabria. È una delle principali destinazioni per i voli charter durante la stagione estiva, tra le mete europee. Funge da hub per la compagnia Croatia Airlines, che offre voli verso città europee come Londra, Amsterdam, Francoforte, Roma e Parigi.

## Statistiche
Questo grafico non è disponibile a causa di un problema tecnico.
Si prega di non rimuoverlo.
Vedi la query Wikidata di origine.